# Michael Rummenigge
Michael Rummenigge (Lippstadt, 3 febbraio 1964) è un ex calciatore tedesco, di ruolo attaccante.

## Biografia
Fratello minore di Wolfgang e del più noto Karl-Heinz.

## Carriera

### Club
Giocò insieme al fratello Karl-Heinz nel Bayern Monaco, vincendo tutti gli allori a livello nazionale e sfiorando la Coppa dei Campioni, persa in finale nel 1987. Nel 1988 si trasferì al Borussia Dortmund, dove rimase per cinque stagioni vincendo una Coppa di Germania e perdendo una finale di Coppa UEFA nel 1993 contro la Juventus (alla quale Rummenigge segnò una rete nella gara di andata). Nell'estate del 1993 passò ai giapponesi dell'Urawa Red Diamonds, concludendovi la carriera.

### Nazionale
In gioventù fece parte della Nazionale di calcio della Germania Under-21, segnando 4 reti in dieci presenze. Nella Nazionale maggiore della Germania occidentale totalizzò 2 apparizioni, una nel 1983 ed una nel 1986.

## Palmarès

### Club

#### Competizioni nazionali
- Campionato tedesco: 3

Bayern Monaco: 1984-1985, 1985-1986, 1986-1987
- Coppa di Germania: 2

Bayern Monaco: 1983-1984
Borussia Dortmund: 1988-1989
- Supercoppa di Germania: 2

Bayern Monaco: 1987
Borussia Dortmund: 1989